# Seychelles
Pour l’article ayant un titre homophone, voir C shell.
(fr) République des Seychelles 
(crs) Repiblik Sesel 
(en) Republic of Seychelles 
Les Seychelles, en forme longue la république des Seychelles (en créole seychellois : Sesel et Repiblik Sesel ; en anglais : Seychelles et Republic of Seychelles) est un archipel de cent quinze îles (dont une artificielle), situé en Afrique de l'Est, dans l'Ouest de l'océan Indien. Toutes ces îles sont regroupées en un État dont la capitale est la ville de Victoria, implantée sur l'île principale de Mahé.

## Histoire

Devise des Seychelles

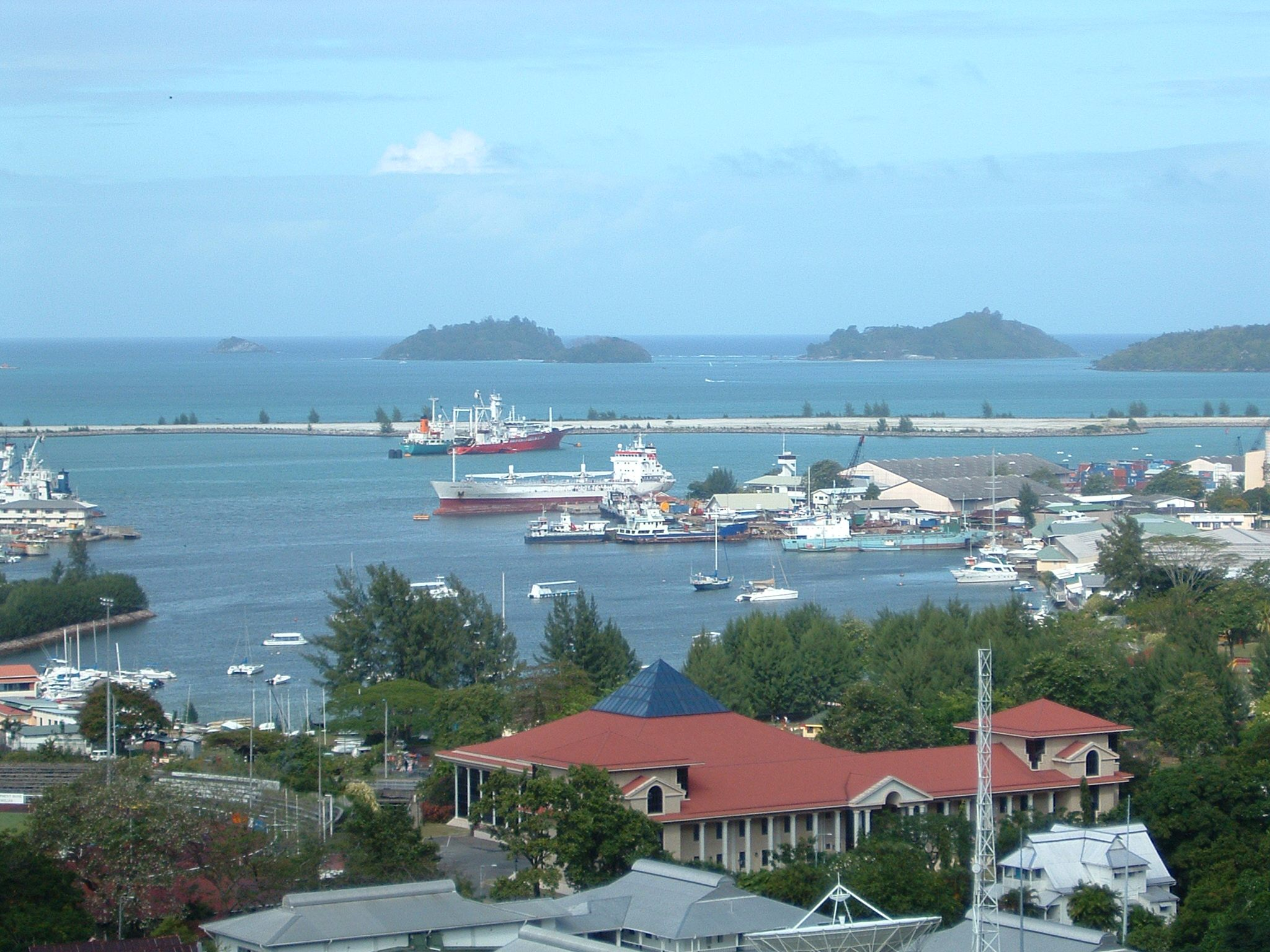
Vue du port de Victoria.

### «Découverte»
Les premiers visiteurs de l'archipel furent probablement des marchands arabes. Mais les premiers comptes rendus écrits furent rédigés en 1501 par l'explorateur portugais Vasco de Gama. Ce dernier donna à l'archipel le nom d'Amirantes (qui désigne au XXIe siècle la partie comprenant les îles granitiques des Seychelles). La même année, les Seychelles étaient dessinées pour la première fois sur une carte par l'italien Alberto Cantino.
La première description des rivages seychellois, avant tout établissement humain, fut écrite sur place du 19 au 30 janvier 1609 par le "commercial" de la compagnie des Indes John Jourdain (en), du bateau britannique Ascension. Ce dernier, après avoir franchi le cap de Bonne-Espérance, avait remonté la côte orientale de l'Afrique avant de mettre le cap au N-N-E, ce qui l'amena à la pointe nord de l'archipel granitique. Il y décrit sommairement les îles actuelles de Mahé, North, Silhouette, Praslin et ses îles voisines. Il relève un total de plus de trente îles, grandes et petites et proches les unes des autres. Enfin, le troisième jour, son bateau mouilla l'ancre à l'abri de l'île Sainte Anne (face au futur port de Victoria). L'équipage y trouva sur les hauteurs verdoyantes de l'eau en abondance (l'île est aujourd'hui déboisée et aride).
Situées entre l'Afrique et l'Asie, les Seychelles furent fréquentées par des pirates avant l'arrivée des Français. En novembre 1743, le gouverneur de l'Isle de France (l'île Maurice actuelle), Bertrand-François Mahé de La Bourdonnais, envoya les capitaines Lazare Picault et Jean Grossen prendre possession de l'archipel au nom de la France. Ils nommèrent l'île principale « Mahé » en l'honneur du gouverneur de l'Isle de France.
Le 1er novembre 1756, Nicolas O'Murphy, commandant de l'expédition des découvertes et capitaine de la frégate le Cerf, prit possession des îles au nom du roi de France, sur ordre de René Magon de La Villebague, gouverneur et commandant général des îles de France et de Bourbon. Les principales îles de l'archipel furent baptisées « Séchelles » en l'honneur de Jean Moreau de Séchelles, alors contrôleur général des finances de Louis XV.
Sous l'autorité des intendants des îles de France et de Bourbon, les commandants et agents civils des îles furent successivement : Jean François Brayer du Barré en 1770, Jean-Charles de Launay de La Perrière, commandant de 1772 à 1775, Joseph François Eugène Benjamin Anselme de 1775 à 1777, Jean-Baptiste Le Roux de Kermeseven de 1777 à 1781, Charles Routier de Romainville (1739-1808) de 1781 à 1783, Louis François Claude Berthelot de la Coste (1750-1822) de 1783 à 1786, puis, Gillot, de Caradec, Louis Jean Baptiste Philogène de Malavois (vers 1757-1825) de 1792 à 1793, Charles Joseph Esnouf, commandant en 1793, et Jean-Baptiste Quéau de  Quinssy, gouverneur de 1793 à 1811,. Les vingt premiers Français venant de l'île Bourbon s'installèrent à l’île Mahé et à l’île Sainte-Anne en 1770, envoyés par Brayer du Barré. Cette première implantation n'est pas un succès et Brayer du Barré doit se justifier auprès du roi en 1772.
En 1781, le Français Mathurin Barbaron, corsaire du Roi, né le 20 juillet 1737 à Lorient, fils de Jean Barbaron, chirurgien de marine (né à Fajolles, en Gascogne) et de Louise Lorans (2e épouse), aborde l'île de Mahé par l'anse qui porte désormais son nom. Les jardins du grand domaine Barbaron y font aussi référence.
Le 16 mai 1794, le commandant de vaisseau britannique Henry Newcome, commandant d'une escadre, jette l'ancre dans la rade de Mahé pour ravitailler les vaisseaux l’Orpheus qu'il monte, le Centurion du capitaine Osborne et le Resistance du capitaine Packenham. Mais le commandant Quéau de Quinssy refuse de ravitailler les bâtiments britanniques, qui sont en guerre contre la République française. Newcome envoie alors une sommation de se rendre. Quéau de Quinssy n'ayant pas les moyens de résister, doit lui céder les îles Seychelles. Il signe une capitulation honorable qu'il rédige avec les principaux habitants des îles. Ce fut la première capitulation des îles. Il y en a eu d'autres, peut-être seize, en fonction du passage des vaisseaux anglais et français. Elles se succédèrent jusqu'au débarquement du Nisus de Bartholomew Sullivan, officier des troupes royales de la marine britannique, agent civil et commandant des îles Seychelles pour le gouvernement britannique.
Les îles, perdues par la France en 1811 pendant les guerres napoléoniennes, passèrent officiellement sous le contrôle du Royaume-Uni en 1814.
Lors de la Première Guerre mondiale, à partir de 1916, l'armée des Seychelles s'engage aux côtés de celle des Britanniques par l'envoi d'un corps expéditionnaire de 796 hommes. 358 d'entre eux ne reverront pas leur pays (cimetière militaire du Mont-Fleuri à Victoria). Ce corps expéditionnaire représente le plus gros effort de toutes les colonies britanniques, en proportion des hommes valides engagés sous le drapeau britannique (près de 6 %).

### Indépendance
Depuis le 29 juin 1976, les Seychelles forment un État indépendant, membre du Commonwealth et de la Francophonie.
En 1977, un avocat, France-Albert René, alors Premier ministre, prend le pouvoir. Devenu président (de 1977 à 2004), France-Albert René instaure un parti unique, socialiste à tendance marxiste. Depuis lors, les Seychelles se définissent comme révolutionnaires et tiers-mondistes. Les pressions de la France, notamment après le discours de La Baule le 20 juin 1990, dans le cadre de la 16e conférence des chefs d’État d’Afrique et de France, incitent France-Albert René à engager des réformes politiques et économiques. France-Albert René développe également un tourisme de luxe dans l'archipel, qui affiche  l'un des niveaux de vie les plus élevés d'Afrique,, France-Albert René accepte d'engager son pays sur la voie du multipartisme et d'un certain libéralisme. Il autorise notamment davantage de privatisations. Il quitte la présidence en 2004, à 69 ans, cédant sa place à James Michel qui est réélu le 30 juillet 2006.
L'élection présidentielle de mai 2011 voit la réélection du président Michel, qui remporte 55,4 % des suffrages exprimés contre 41,4 % à Wavel Ramkalawan. Il se présente une troisième et dernière fois à l'élection présidentielle de 2015, remportant le scrutin avec 50,15 % des suffrages exprimés contre 49,85 % à son adversaire, Wavel Ramkalawan. Mais il est contraint d'attendre le second tour de l'élection, alors qu'il avait été élu dès le premier tour aux élections précédentes.
À la suite de la défaite de son parti Lepep (issu de l'ancien parti unique) aux élections législatives de septembre 2016, James Michel annonce sa démission du poste de président de la République en septembre 2016. Le 16 octobre suivant, il est remplacé par son vice-président, Danny Faure. Une période de cohabitation commence entre ce nouveau président et un Parlement contrôlé par l'opposition à l'ex-parti unique (qui était au pouvoir depuis 1977).
En 2020, des élections législatives et une élection présidentielle sont organisées : les élections législatives, scrutin uninominal majoritaire à un tour, se déroulent le même jour que le premier tour de l'élection présidentielle, scrutin uninominal majoritaire à deux tours. Les élections législatives sont remportées par le Linyon Demokratik Seselwa, qui accroît sa majorité absolue à l'assemblée. Et le candidat de ce parti, Wavel Ramkalawan (1961-), obtient la victoire à la présidentielle, dès le premier tour, conduisant à la première alternance à la Présidence des Seychelles depuis l'indépendance du pays en 1976,.

## Géographie

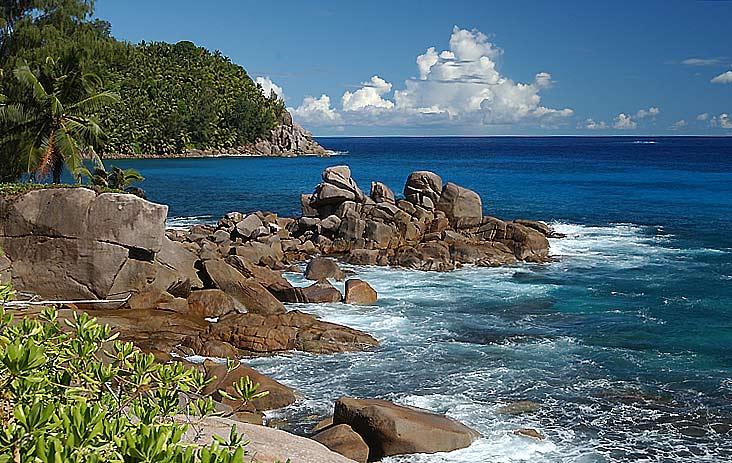
L'île de Mahé.

L'archipel des Seychelles se situe au nord-est de l'île de Madagascar, celle-ci étant séparée de la capitale Victoria, sur l'île de Mahé, par une distance de 1 059 km.
Les îles qui forment le cœur de l'archipel (Mahé, Praslin, La Digue) reposent sur le plateau des Seychelles, un microcontinent de type ni corallien ni volcanique, son soubassement étant granitique. On peut en voir des affleurements à la plage Anse Source d'Argent dans l'île de la Digue. D'autres îles (Aldabra, la plus grande des îles de l'archipel) sont de type corallien.
Le point culminant des Seychelles est le morne Seychellois (906 mètres) situé sur l'île principale de Mahé.
Les Seychelles sont composées de 115 îles et îlots dont 40 sont granitiques et le reste coralliens.
À cent kilomètres au nord de Mahé se trouve l'île aux Oiseaux, une zone protégée qui est le refuge des oiseaux de mer. Elle n'abrite que quelques bungalows, insérés dans des cocoteraies, et un belvédère, aménagé pour observer le ballet des 112 espèces recensées sur l'île.

## Politique

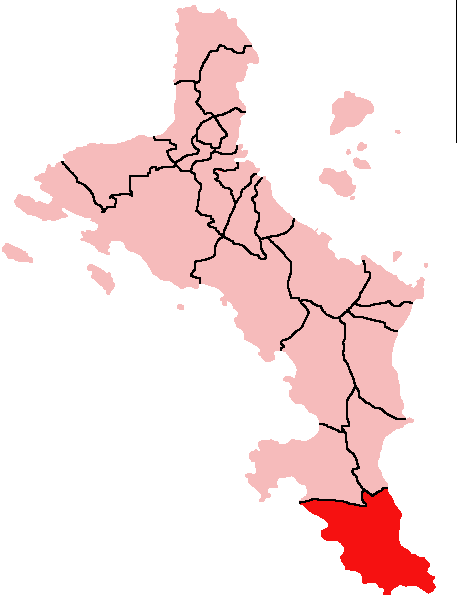
Districts de l'île de Mahé.

Les Seychelles sont membres du Commonwealth.

Les Seychelles sont une république présidentielle. Le président actuel est Wavel Ramkalawan depuis le 26 octobre 2020. Les Seychelles sont membres du Commonwealth.

## Économie
Le tourisme est la principale ressource des Seychelles. La pêche thonière industrielle est développée, Port-Victoria est le premier port de transbordement de thon de l'océan Indien. Une conserverie existe sur place. Plusieurs programmes immobiliers apportent des devises au pays, le plus important et le plus surprenant est certainement Eden Island (île artificielle construite sur des comblements).
Les secteurs de l'offshore et de la zone franche se sont beaucoup développés[réf. nécessaire] ces dix dernières années[Lesquelles ?] ; la juridiction n'est pas inscrite sur les listes de l'OCDE[pas clair]. La SIBA (Seychelles International Business Authority) a pour mission de réguler les différentes dispositions gouvernementales[pas clair] et de contrôler les professionnels de l'offshore[réf. nécessaire].
En octobre 2008, les Seychelles sont touchées par la crise financière internationale, au point de se trouver dans une situation économique de quasi-faillite.
Le 16 avril 2009, le Club de Paris et la république des Seychelles ont convenu une annulation nominale de 45 % du stock de dette. Les Seychelles se sont engagées à mettre en œuvre les réformes économiques requises au titre du programme soutenu par le Fonds monétaire international (FMI).
Considéré en 2017 comme un paradis fiscal par l'Union européenne, l'archipel a été retiré en 2021 de sa liste des pays non coopératifs à des fins fiscales. En octobre 2023, le Conseil de l'Union européenne décide de l'inscrire à nouveau avant de les en retirer en février 2024.

## Tourisme durable
Le rachat d'une partie de la dette publique par des organisations de défense de l'Environnement, soucieuses de promouvoir le tourisme durable, s'est effectué en échange d'un engagement du pays : que le territoire marin — plus de 1 300 000 km2 — soit protégé à 30% à partir de 2020, dans le cadre d'un programme spécifique. La plage de Beau Vallon sur Mahé et celle d'Anse Source d'Argent sur La Digue, sont citées comme parmi les plus belles du monde, mais leur protection n'est pas assurée. Deux sites naturels sont classés au patrimoine mondial de l'Unesco : la vallée de Mai pour ses cocos de mer, et l'atoll d'Aldabra pour ses tortues. Environ la moitié des 455 km2 du pays est classée zone protégée. La marge de progression vers un tourisme durable est cependant jugée "encore importante" et rendue difficile par le fait que le territoire est "essentiellement montagneux". Le pays doit importer plus de 90% de ses biens faute de zones agricoles suffisantes.
Le gouvernement a décrété en 2015 un moratoire sur la construction de grands hôtels sur les trois îles principales, Mahé, Praslin et La Digue. Le but était de promouvoir des établissements plus petits, tenus par des Seychellois, et ainsi une forme de tourisme durable. Malgré cela, la fréquentation a doublé en dix ans : considérées comme un simple "paradis du tourisme de luxe", les Seychelles ont accueilli plus de 360 000 visiteurs en 2018, principalement européens, soit près de quatre fois la population de l'archipel des 115 îles. De plus, le réchauffement climatique a relancé la nécessité d'un tourisme respectueux de l'Environnement et posé la question du nombre de visiteurs que le pays est en mesure d'accueillir. En 2020, le nombre de chambres d'hôtel s'élevait à 6 000, et la construction de 3 000 chambres supplémentaires était prévue dans le cadre de projets approuvés avant l'entrée en vigueur du moratoire décidé en 2015.

## Démographie
À l'exception de pêcheurs venant des îles alentour, les Seychelles n'avaient pas de population indigène lors de l'arrivée des premiers Européens, entre 1580 et 1750.
Avec une population estimée à 96 387 habitants en 2021, les Seychelles ont une croissance démographique positive (0,8 %), tirée par l'immigration et une natalité dynamique. Environ 33 des 115 îles de l'archipel sont habitées et, en 2013, seules 12 d'entre-elles comptaient plus de 20 habitants, Mahé concentrant à elle seule près de 87% de la population.
98 % des Seychellois sont donc des descendants d'immigrés : Européens (Français, Portugais, Anglais), Africains, Indiens et Chinois sont les plus représentés.
En 2014, on estimait à 350 le nombre de Chagossiens et de leurs descendants qui vivaient à Mahé. 
Aujourd'hui, les Seychellois sont dans leur grande majorité des métis d'origine européenne et africaine, et principalement de religion catholique.

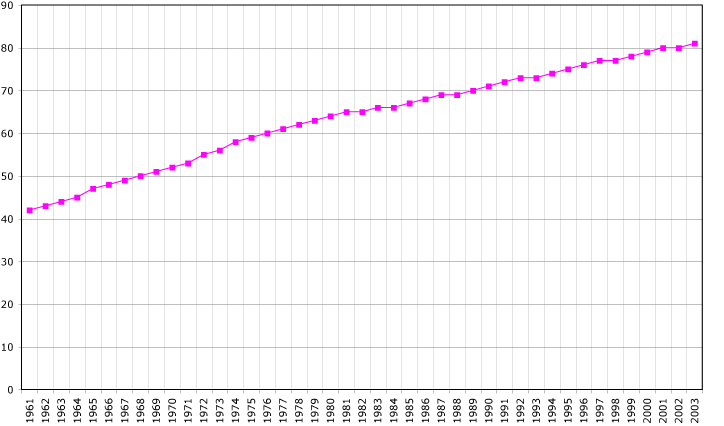
Évolution de la démographie entre 1961 et 2003 (chiffre de la FAO, 2005). Population en milliers d'habitants.

## Langues
Les Seychelles ont trois langues officielles (selon l'article 4 de la constitution) :
- le créole seychellois, langue courante à base lexicale française, langue maternelle de 95 % de la population et parlée par 97 %[35] de la population. On dit qu'il tient sa base du créole mascarin et est très proche du créole mauricien ;
- l'anglais, langue du second colonisateur pendant plus d'un siècle et demi, il est parlé par 60 %[35] de la population et est principalement utilisé dans l'administration et les affaires ;
- le français, langue du premier colonisateur pendant sept décennies, parlé par 30 %[35] de la population (53 % en incluant les francophones partiels[36]), est utilisé principalement dans la presse écrite, l'affichage commercial et les cérémonies religieuses dominicales.

### Francophonie

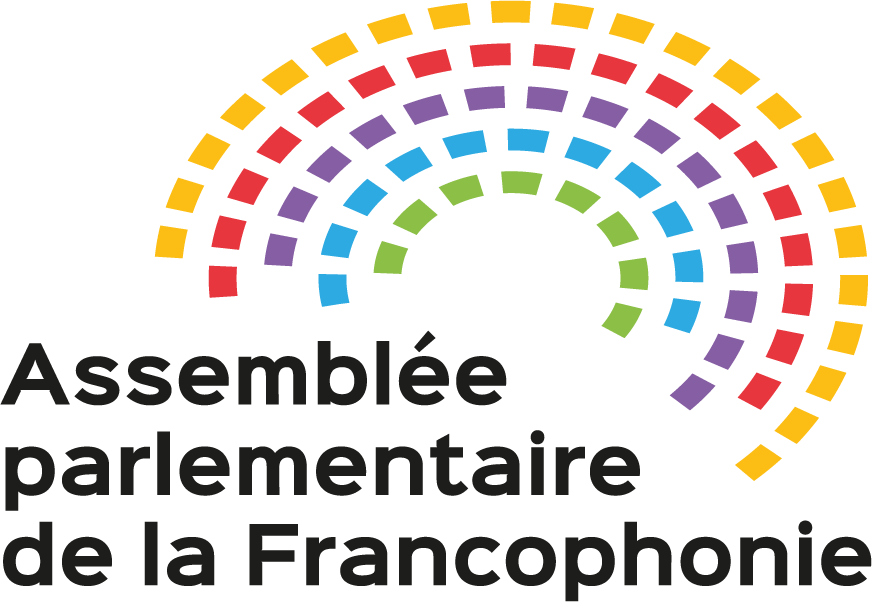
Les Seychelles sont membres de l'Assemblée parlementaire de la Francophonie.

Les Seychelles sont membres de l’Organisation internationale de la Francophonie et de l'Assemblée parlementaire de la Francophonie,. La ville de Victoria est également membre de l’Association internationale des maires francophones. Les Seychelles participent de plus aux différentes éditions des Jeux de la Francophonie.

Les Seychelles participent aux Jeux de la Francophonie.

## Religions
Selon le recensement de 2010, 76,2 % de la population est catholique, 6,1 % est anglicane, 2,4 % est hindouiste et 1,6 % est musulmane.
Le diocèse de Port-Victoria, érigé en 1892, relève directement du Saint-Siège.

## Culture
| Date    | Nom français          | Nom local | Remarques           |
| ------- | --------------------- | --------- | ------------------- |
| 5 juin  | Fête de la Libération |           |                     |
| 29 juin | Indépendance          |           |                     |
| 18 juin | Fête nationale        |           |                     |
| 15 août | Fête de l'Assomption  |           | Festival à La Digue |

Dernière semaine d'octobre : Festival du créole

### Monuments et lieux touristiques

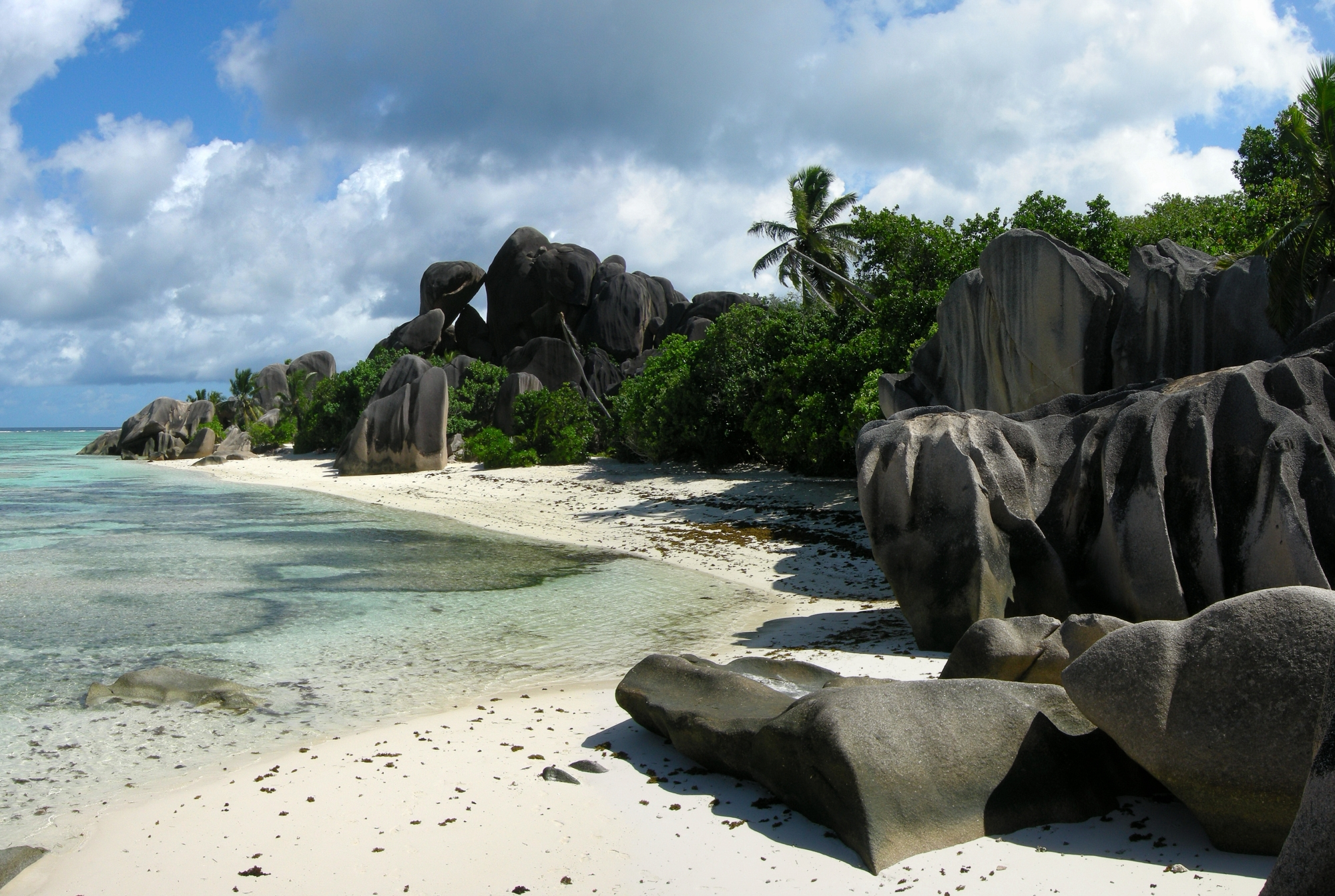
Plage d'Anse Source d'argent, La Digue.

La capitale Victoria dispose de plusieurs monuments remarquables, comme la cathédrale catholique de l'Immaculée-Conception et la cathédrale anglicane Saint-Paul, la tour de l'Horloge (Clock Tower), le musée national d'histoire de Victoria (Victoria National Museum of History), le jardin botanique national des Seychelles (National Botanical Garden of Seychelles), à Victoria.
À Praslin, le principal lieu touristique est la vallée de Mai, classée au patrimoine mondial de l'humanité par l'UNESCO en 1983. C'est une forêt préhistorique abritant le cocotier de mer qui produit le célèbre fruit : le coco-fesse.
À La Digue, la principale attraction se trouve au sud de l'île avec les tortues géantes des Seychelles, les plus grosses tortues terrestres du monde. L'île est célèbre pour sa plage d'Anse Source d'Argent. Sur cette île, les moyens de transports à moteur sont limités, le vélo reste donc le moyen privilégié pour s'y déplacer. On accède à La Digue principalement par bateau depuis la baie de Sainte-Anne à Praslin.

## Environnement
Le désir de sauvegarder la biodiversité seychelloise a conduit le pays à créer de nombreuses zones protégées.
- Liste des îles des Seychelles
- Liste des aires protégées des Seychelles
- Liste des oiseaux des Seychelles

Les Seychelles relèvent de deux écorégions terrestres : les forêts des Seychelles granitiques et les broussailles xérophiles de l'île d'Aldabra. En 2019, le pays avait un score moyen d'Indice d'intégrité du paysage forestier de 10/10, le classant premier sur 172 pays.
Le recyclage industriel n’est possible aux Seychelles que pour les plastiques PET, le verre, le papier et l’aluminium. Les États insulaires pâtissent de l’absence de technologies adaptées.